# Deborah Epstein (Regisseurin)
Deborah Epstein (* 26. April 1955 in Karlsruhe) ist eine Schweizer Schauspielerin und Regisseurin.

## Leben
Epstein studierte von 1977 bis 1980 an der Schauspiel-Akademie Zürich. Sie spielte (chronologisch) an der Badischen Landesbühne Bruchsal, am Schauspielhaus Zürich, an den Städtischen Bühnen Dortmund, am Stadttheater St. Gallen und am Theater Basel (wo sie mit Marcus Mislin die Theaterworkshop-Reihe Jugendtreff gründete). 1995 schuf sie mit Mislin die Szenenfolge über den Schauspielerberuf Theaterspielen bis es Euch gefällt und inszenierte im Theater Roxy Birsfelden Hanoch Levins Jakobi und Leidental. Seit 1996 ist sie freischaffende Regisseurin unter anderem am Württembergischen Staatstheater Stuttgart, am Maxim Gorki Theater, am Luzerner Theater, an den Städtischen Bühnen Freiburg, am Theater Graz und am Theater Orchester Biel Solothurn (TOBS). Viele ihrer Inszenierungen entstanden in enger Zusammenarbeit mit dem Bühnen- und Kostümbildner Florian Barth.
Epstein schuf eigene Inszenierungen unter anderem am Staatstheater Oldenburg Roland Schimmelpfennigs Die arabische Nacht (2001), August Strindbergs Fräulein Julie (2002) und am Stadttheater Konstanz Dreifünfundsechzig, steigend – Ein Heimatabend (2001) und Der Sandmann (2005) nach E. T. A. Hoffmann. Sie war weiterhin Schauspielerin unter anderem am Theater Neumarkt und am Zürcher Schauspielhaus. Sie hatte auch Hörspiel- und Fernsehrollen und war Dozentin an der Theaterhochschule Zürich, an der Hochschule für Musik und Theater Bern und an der Hochschule der Künste Berlin.

## Inszenierungen (Auswahl)
1998: Effie Briest von Theodor Fontane, Maxim Gorki
2000: Wilhelm Tell von Friedrich Schiller, Maxim Gorki
2007: Gefährliche Liebschaften von Pierre-Ambroise-François Choderlos de Laclos, Theater Achen
2008: Dreigroschenoper von Bertolt Brecht, Theater Aachen
2010: Der Richter und sein Henker von Friedrich Dürrenmatt, Theater Zürich
2010: Fünf Mal Gott von Jonas Hassen Khemiris, TOBS
2013: Sein oder Nichtsein nach Ernst Lubitsch (Theaterfassung: Nick Whitby), Staatstheater Saarbrücken
2016: Die Wärme sollte kälter und die Kälte wärmer sein (Robert Walser), TOBS
2017: And the Stars Look Very Different Today, Saarländisches Staatstheater, Saarbrücken
2018: Le Bal nach Ettore Scola, TOBS
2019: Antigone von Sophokles, TOBS
2020: Das schlaue Füchslein von Leoš Janáček, Luzerner Theater
2021: Die Marquise von O.... von Heinrich von Kleist, TOBS
2021: Die Jahreszeiten von Peter Bichsel, TOBS
2022: Für alle Fische muss die Sintflut ein Fest gewesen sein (Franz Hohler), TOBS
2023: Stiller von Max Frisch, TOBS
2024: La nozze di Figaro von Mozart, TOBS
2024: Die Stühle von Eugène Ionesco, TOBS